# Phycosecis hilli
Phycosecis hilli is een keversoort uit de familie Phycosecidae. De wetenschappelijke naam van de soort is voor het eerst geldig gepubliceerd in 1921 door Lea.